# Thiên Kinh
Thiên Kinh là tên gọi khác của thành Nam Kinh thời nhà Thanh bị quân Thái Bình Thiên Quốc chiếm được và đặt làm thủ đô rồi được đổi tên sau đó. Nơi đây đã từng là một thành phố lớn trong lịch sử và văn hóa Trung Hoa, đã từng là thủ đô Trung Hoa trong nhiều triều đại, được xem như một trong bốn cố đô lớn của Trung Hoa. Với diện tích là 6598 km², thành phố này nằm tại hạ lưu sông Dương Tử (Trường Giang) và nằm trong Khu kinh tế Đồng bằng Sông Dương Tử. Vào thời Tam Quốc, Khổng Minh đã viết "Chung Sơn long bàn, thạch đầu hổ cứ, chân nại đế vương chi trạch dã" có nghĩa là ca ngợi nơi đây là đất rồng cuộn hổ ngồi dành cho bậc đế vương muôn đời. Tại đây đã xảy ra những biến cố lớn như sự kiện Thiên kinh chi biến vào năm 1856 dưới thời Thái Bình Thiên Quốc hay vụ Thảm sát Nam Kinh năm 1937 khi thành phố này rời vào tay quân đội Thiên hoàng Nhật Bản, những sự kiện đó đã cướp đi hàng chục vạn sinh mạng, những dấu mốc đáng nhớ của một thành phố lịch sử.